# Mel Smith
Melvin Kenneth Smith, detto Mel (Londra, 3 dicembre 1952 – Londra, 19 luglio 2013), è stato un comico, regista e produttore cinematografico britannico.

## Biografia
La passione per il cinema e il teatro nasce durante gli anni in cui studia all'Università di Oxford presso il New College. Va in tournée negli Stati Uniti con la Oxford/Cambridge Shakespeare Company.
Inizia a lavorare come regista di commedie televisive, attore teatrale e di cinema, sceneggiatore e regista di spot pubblicitari. L'esordio alla regia cinematografica è nel 1989 con Due metri di allergia, una brillante satira del teatro. Nel 1997 fa uscire nelle sale Mr. Bean - L'ultima catastrofe, è il suo più grande successo e incassa più di 100 milioni di dollari.
È morto nel 2013 all'età di 60 anni a seguito di un attacco cardiaco.

## Filmografia

### Attore
- Play for Today - serie TV, 1 episodio (1980)
- The Goodies - serie TV, 1 episodio (1980)
- Bloody Kids - film TV (1980)
- Smith and Goody - film TV (1980)
- Babylon, regia di Franco Rosso (1980)
- The Kenny Everett Video Show - serie TV, 2 episodi (1981)
- Muck and Brass - miniserie TV, 6 episodi (1982)
- Not the Nine O'Clock News - serie TV, 27 episodi (1979-1982)
- Bullshot, regia di Dick Clement (1983)
- Two Foolish Men, cortometraggio, regia di Arthur Ellis (1983)
- Slayground, regia di Terry Bedford (1983)
- Minder - serie TV, 1 episodio (1984)
- The Young Ones - serie TV, 1 episodio (1984)
- The Kenny Everett Television Show - serie TV, 3 episodi (1983-1984)
- Saturday Live - serie TV, 1 episodio (1985)
- Morons from Outer Space, regia di Mike Hodges (1985)
- Number One - film TV (1985)
- Restless Natives, regia di Michael Hoffman (1985)
- Ma guarda un po' 'sti americani (National Lampoon's European Vacation), regia di Amy Heckerling (1985)
- Filthy Rich & Catflap - serie TV, 1 episodio (1987)
- La storia fantastica (The Princess Bride), regia di Rob Reiner (1987)
- Mel & Kim: Rockin' Around the Christmas Tree, cortometraggio, regia di Geoff Posner (1987)
- The Home-Made Xmas Video - film TV (1987)
- Aikuisten Suomi, cortometraggio, regia di Richard Stanley (1987)
- The World According to Smith & Jones - serie TV, 12 episodi (1987-1988)
- Due metri di allergia (The Tall Guy), regia di Mel Smith (1989)
- Smith and Jones in Small Doses - serie TV, 4 episodi (1989)
- Wild: Eva, una bambola e il professore (Wilt), regia di Michael Tuchner (1989)
- La strega di Willoughby Chase (The Wolves of Willoughby Chase), regia di Stuart Orme (1989)
- The Whole Hog - film TV (1989)
- Colin's Sandwich - serie TV, 12 episodi (1988-1990)
- Gli sgangheroni (Brain Donors), regia di Dennis Dugan (1992)
- Art Deco Detective, regia di Philippe Mora (1994)
- Milner - film TV (1994)
- La 12ª notte (Twelfth Night), regia di Trevor Nunn (1996)
- Alas Smith & Jones - serie TV, 61 episodi (1984-1998)
- High Heels and Low Lifes, regia di Mel Smith (2001)
- Allegiance, regia di Brian Gilbert (2005)
- Miss Marple (Agatha Christie's Marple) – serie TV, episodio 2x04 (2006)
- Hustle - I signori della truffa (Hustle) – serie TV, 1 episodio (2006)
- Consenting Adults - film TV (2007)
- Rock & Chips - serie TV, 2 episodi (2010-2011)
- My Angel, regia di Stephen Cookson (2011)
- Dancing on the Edge - miniserie TV, 5 episodi (2013)

### Regista
- Due metri di allergia (The Tall Guy) (1989)
- Dream On - serie TV, 1 episodio (1994)
- Benvenuti a Radioland (Radioland Murders) (1994)
- Mr. Bean - L'ultima catastrofe (Bean) (1997)
- High Heels and Low Lifes (2001)
- Blackball (2003)